# ゲイ解放運動

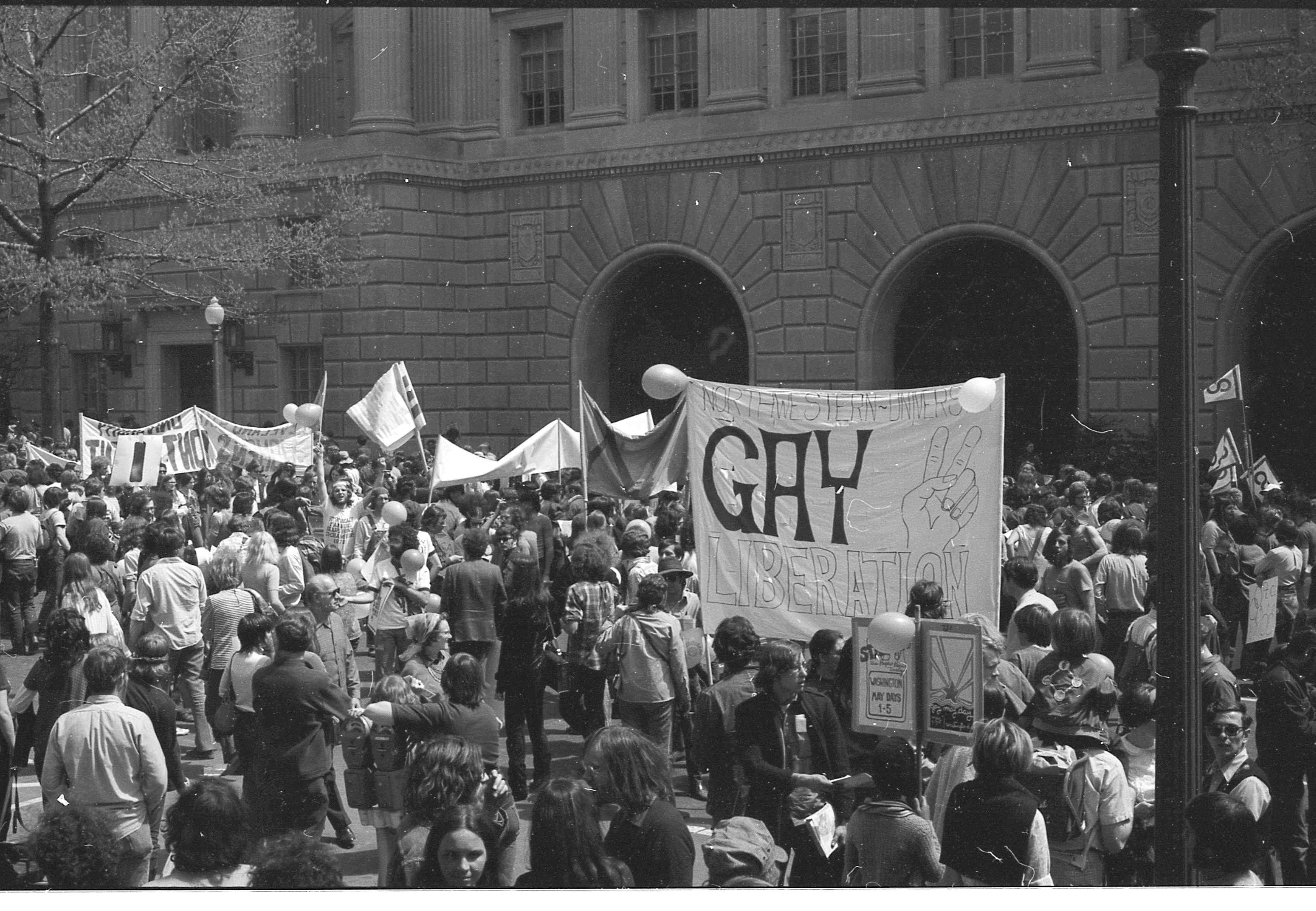
1970年のゲイ開放運動のデモ

ゲイ解放運動（ゲイかいほううんどう、英語: Gay liberation）は、1960年代から1970年代中盤にかけて北アメリカや西ヨーロッパ、オーストラリアやニュージーランド、日本などのレズビアン、ゲイ、バイセクシャル、トランスジェンダーの間で起こった運動で、レズビアンやゲイに対して周囲（家族や友人、同僚など）へのカミングアウトの推奨やゲイ・プライドの概念通じた一般社会における同性愛に対する恥辱観への反発を行なっていた。カミングアウトやプライドパレードは現代のLGBTの社会運動においても重要な位置づけとしてあり続け、現在のレズビアンやゲイコミュニティの可視化や成長にも影響を与えている。
日本ではゲイリベレーション、ゲイリブなどともいう。

## 概要
ゲイ解放運動は当時のカウンターカルチャーの流れを組むものの一つとされ、運動の参加者は、セクシュアリティや家族といった社会の基礎概念の変化を目的として活動し、コンシャスネス・レイジング（少人数によるテーマトークを通じて自己対話を促す手法）や直接行動などの手法が採られていた。改革主義的なゲイ解放運動は、1970年代後半には求心力を失い、より秩序的なゲイ・レズビアンの公民権運動に取って代わられた。
「ゲイ解放」という言葉は、現代における「ゲイの権利擁護運動」や広い意味での「LGBTの社会運動」とも意味合いとして近いものがあるが、研究分野においては時代性の観点でより厳密に扱われる。これより前の時代では「ゲイ」ではなく「ホモセクシャル」や「ホモファイル」という言葉が主に使われていた。

## 歴史

### 前歴史
1969年にニューヨークで発生したストーンウォールの反乱は当時の新たな運動の幕開けとなる象徴的なイベントとして広く知られることになるが、警察によるゲイバーの家宅捜索に対する反発は以前からあり、古くは1725年のロンドンにてモリー・ハウスの客が警察官と対峙する出来事があった。組織的な運動は19世紀から特に西ヨーロッパにおいて活発化し、出版や社会運動グループの組織化、社会的慣習や法制度の改革を求める運動などが行なわれるようになった。ゲイ解放運動の前時代（第二次世界大戦終結後から1960年代にかけて）にはホモファイル・ムーブメントが起こっている。ホモファイル・ムーブメントは政治面では保守的であり、同性愛やトランスセクシャルの社会的受容を求める声は当時の主流文化からは過激的な分派とみなされていた。

### 1960年代
1960年代は西洋社会において社会の変動の時代であり、性の革命やカウンターカルチャーが同性愛者のサブカルチャーにも変革の影響を与え、アメリカでは書店の開店や、新聞や雑誌、コミュニティセンターの開設などが行なわれた。この時期のロサンジェルスでは最初の大規模なゲイ・ムーブメントが発生した。1967年の元旦夜に、多くの私服警察官が市内のバーBlack Cat Tavernに潜入捜査を行った。新年を祝うキスを行なったバーの客は逮捕され、一部の客は警察による暴行を受け、バーテンダー3名を含む16人以上が逮捕された。この出来事はこの地域の暴動を引き起こし、最終的には200名以上の規模による抗議デモが数日に渡り繰り返された、武装警察官が投入されることになった。この事件は後に雑誌『アドボケート』の創刊やトロイ・ペリーの主導によるメトロポリタン・コミュニティ教会などの誕生にも影響した。
アメリカの一部地域はグリニッジビレッジなどとは異なり、路上生活を行なうゲイ青年が中心となってサブカルチャーが構築された。家族や社会およびゲイコミュニティから忌諱された女性的な家出人や若い集団らで構成されたグループは、他の同性愛者集団よりも反体制的な性質を有していた。同性愛を隠さず、また冷淡であり、ドラッグや暴力、窃盗や歳上のゲイ男性を騙すなど、生き残りのために反社会的なことも厭わなかった。彼らの年齢や振舞い、女性的な服装などは他のゲイシーンから孤立する存在ではあったが、路上生活にも近い彼らはストーンウォールの原動力ともなった。彼らはブラック・パワーや女性解放運動、フランスの五月革命といった新しい社会運動と共に社会の改革を求める動きへと成長した。1969年に発生したストーンウォール反乱以降、アメリカのゲイ解放運動に参加する多くの人々は自身について、それまでのホモファイル活動とは異なり新左翼により近いと感じていた。女性解放運動に呼応する形で「ゲイ解放運動」という言葉が生まれ、ゲイ解放戦線は南ベトナム解放民族戦線やアルジェリア民族解放戦線を意識した名称を採用し、公民権運動に対するスローガン「ブラック・パワー」を真似た「Gay Power」というスローガンを掲げていた。
1967年後半にはHomophile Youth Movement in Neighborhoods (HYMN)というニューヨークの団体が発足し、"Gay Power"や"Gay is Good"というスローガンが使われるようになる。

#### マタシン協会
ロバート・F・ワグナーJrがニューヨーク市長を務めていた1960年代前半において、ゲイコミュニティにはニューヨーク市警察などからの嫌がらせが続いていた。当時の同性愛者は都市における望ましくない存在とされていた。そのためゲイバーやゲイクラブはマフィアの影響下にあり、また資金源ともされていた。またニューヨーク州アルコール飲料局は許認可を与えていたバーに対して同性愛者へのアルコール提供を禁じており、違反店舗には免許の取り消しを行なっていた。この措置は裁判所によって1940年代前半に認められていた。
当時ニューヨークマタシン協会の代表であったDick Leitschは同性愛者による初のデモ活動を起こし、1960年代を通じてピケッティングを行なっていた。ニューヨークマタシン協会は酒類提供に関する法律の研究を依頼し、州法では同性愛者がバーに集う事を禁じる法律はないが、バーでの乱暴行為（disorderly behaviour）を禁じており、アルコール飲料局はこれを同性愛者の禁止（homosexual behaviour）と解釈してしまっているとの結論に達した。これを受けてLeitschは協会のメンバー3人がローワー・イースト・サイドのレストランに出向き、同性愛者であることを公表した上でのサービスの提供拒否に対してはアルコール飲料局への告訴を行なう旨の予告を報道記者に対して行なった。この出来事は「Sip In」として知られるようになり、グリニッジ・ヴィレッジのジュリアス3度目の実行にて酒の提供を引き出すことに成功した。この事はメディアの注目を集め、市内のレストランからアルコール飲料局に対する法的行動によって最終的には1967年からは同性愛への酒類提供を理由とする免許の取り消しは行なわれなくなった。
1969年より前にマタシン協会はニューヨーク市警察のゲイ男性に対するおとり捜査の方針変更とゲイ男性の採用不許可の方針を撤回することに成功している。新しい市長となっていたジョン・リンゼイやマタシン協会によるメディア活動がおとり捜査の撤回に少なくない影響を与えたとされ、リンゼイは市内にて発生していた多くの社会的衝突に注力し、おとり捜査の撤廃に繋がったとも評価されている。

#### ヴァンガード
1965年秋にAdrian RavarourとBilly Garrisonはサンフランシスコでゲイ解放運動の若者団体「ヴァンガード」（Vanguard）を設立する。グライドメソジスト教会の支援を受けながら活動を始め、1966年の4月と5月にはゴールデンゲート・シアタやその他の差別的な団体に対するデモンストレーションを行なった。同年8月にはコンプトンズ・カフェテリアの反乱にも関与する。
その後メンバーの分離を経て1967年1月にはGay and Lesbian Centerへと改称し1970年代中盤まで市内のグローヴストリート沿いに存在していた。

#### ゲイ解放戦線
1969年12月にゲイ解放戦線（GLF）は黒人解放運動団体のブラックパンサー党への資金提供を行なった。同党の重要人物の中には過度なホモフォビア的な考えを持つ人物も含まれていたが、GLFのメンバーもフィデル・カストロ政権の強烈な支持者であったためとされる。この行動により、ニューヨーク市内の小規模団体からの支援を受けることができた反面、一部のメンバーは離脱してGay Activists' Allianceを起こす結果となった。GLFは1970年に開催されたストーンウォール記念パレードの後に消滅することとなる。
GLFのメンバーであったマーク・シーガルは、その後もゲイの権利運動を続け、National Gay Press Associationとthe National Gay Newspaper Guildの設立にも関与し、アメリカのゲイ・ジャーナリズムの先駆者とも言われるようになった。1973年にはCBSのウォルター・クロンカイトの『CBSイブニングニュース』をはじめとするテレビ番組にザップと呼ばれる手法を繰り返し物議を醸した。

### 1970年代

#### 1970年
1970年夏には全米8都市以上で、前年のストーンウォールの反乱を記念したイベントが行なわれた。ニューヨークでは3〜5,000人規模の政治的マーチが行なわれ、ロサンジェルスやサンフランシスコ、シカゴでも数千人規模のパレードが行なわれた。この頃にはゲイ解放運動はアメリカ国外にも伝播し、オーストラリアにはCampaign Against Moral Persecution (CAMP, Inc.)が、イギリスではBritish Gay Liberation Frontが設立された。またレズビアングループのLavender Menaceが発足し、既存の女性解放運動とは異なるレズビアン分離主義の出発点となった。
この年の8月にはブラックパンサー党のリーダーであったヒューイ・P・ニュートンがゲイ・レズビアン解放運動への支援を表明した。

#### 1971年
1971年3月10日、フランスのLGBT運動家らが「同性愛、痛ましい悩み」と題する反同性愛的なラジオ番組を妨害。この夜、ギィー・オッカンガム、フランソワーズ・ドボンヌ、クリスティーヌ・デルフィ、ダニエル・ゲラン、ローラン・ディスポ、エレーヌ・アゼラ、ジャン・ル・ビトゥー、ルネ・シェレールらの男性、女性の同性愛者により同性愛革命行動戦線(FHAR) が結成された。

### 反対運動
宗教右派は反同性愛運動を進めている。本格化したのは1970年代で、ストーンウォール事件（1969年）を機に本格化したゲイ解放運動に対し、宗教右派は1970年代から反同性愛運動を本格化した。反対運動（第一次バックラッシュ）で「子供たちを守れ」キャンペーンなどテレヴァンジェリストに依拠して宗教的言説を前面を押し出した。1990年代には、政治（共和党）に接近し、「家族の価値」言説を示した。この第二次バックラッシュを受け、1996年連邦議会は婚姻防衛法を制定したという
。

## 日本におけるゲイ解放運動
日本にも米国のゲイ革命は影響し、1971年には東郷健が国政選挙に立候補した。そして1979年には同性愛者を含む社会的少数者の政治団体、「雑民党」の前身の「雑民の会」を結成した。また1970年代後半～80年代にかけて、多くのGLBT団体が生まれた。彼らは出版社などに働きかけ、差別的な表現などを是正するように申し入れていた。